# Rone Leah
Rone Leah, della stirpe dei Leah, è un personaggio della trilogia di Shannara scritta da Terry Brooks. Compare nel terzo romanzo della serie di Shannara, La Canzone di Shannara.

## Storia
Rone a seguito della richiesta fatta dal druido Allanon accompagna la sua amica Brin Ohmsford per le Terre dell'Est alla ricerca del libro del male l'Ildatch nascosto dalle Mortombre nella foresta palude Maelmord.
Il giovane Rone non si fida del Druido ed è convinto che la giovane Brin corra gravi pericoli andando verso questa missione; allo scopo porta con sé la spada di Leah appartenuta al suo antenato Menion Leah. Questa viene immersa nelle acque del Perno dell'Ade e grazie al potere di Allanon acquista un poter magico che serve a proteggere la sua amica nel lungo viaggio alla ricerca del libro del male.
Ben presto il giovane Rone utilizza la spada per distruggere una Mortombra scoprendo quanto sia potente la magia in essa contenuta e nello stesso tempo sperimenta che lo stesso potere lo condiziona.
Quando giungono sulle montagne del Wolfsktaag, Rone si scaglia con impeto contro un mostro orrendo che attacca Allanon; nonostante il suo valore il giovane viene ferito e scaraventato a terra e la spada finisce nel fiume Chard Rush. Rone viene curato dalla magia della canzone di Brin e si rimette in sesto per cercare la spada di Lea persa; quest'ultima viene ritrovata ai margini di un accampamento degli gnomi-ragno grazie all'aiuto di Cogline e Kimber Boh che si sono uniti nel loro viaggio.
Appena il tempo di ritrovarla e Rone con l'aiuto della magia contenuta nella spada e distrugge un mostro scuro che sta per uccidere la giovane Brin.
Rone prosegue il viaggio fino al tunnel sotto la fortezza Graymark e qui ancora una volta combatte contro le Mortombre e creature scure; nel frattempo Brin sta cercando il libro della magia nera; il giovane principe di Leah combatte valorosamente contro i servitori del male fino a quando la magia della canzone ha la meglio sull'Ildatch distruggendolo e con lui tutti i suoi servitori.
Dopo che è avvenuta la distruzione del libro, Rone con tutti gli altri che hanno partecipato al viaggio ritornano a casa, a Valle d'Ombra.